# 朱慧敏
朱慧敏（英語：Queenie Chu Wai Man，1981年4月22日—），香港女藝人、演員，生於香港，籍貫廣東佛山市順德區，2004年度香港小姐競選亞軍兼「旅遊大使獎」得主，2005年代表香港參加國際小姐競選，獲得「友誼小姐」獎。前無綫電視合約女藝員。

## 簡歷
朱慧敏曾就讀玫瑰崗學校（小學部，1993年小六）及玫瑰崗學校（1998年中五，與藝人高可慧為同屆同學），其後到美國華盛頓州西雅圖華盛頓大學留學四年，主修新聞，副修政治。曾加入亞視新聞部實習。
2004年，朱慧敏參加香港小姐競選，最終贏得亞軍兼「旅遊大使獎」；任內，她又贏得2005年度國際小姐選舉之「友誼小姐」殊榮。
她是目前唯一一位曾任記者的港姐三甲人選，其後師妹鍾溥敏及梁敏巧分別參加2009年及2019年港姐，只能晉身十強。而2022年港姐20強何思懿，落選後聘任無線新聞記者。
2021年, 朱慧敏與心臟科醫生男友陳良貴結婚, 二人於尖沙咀半島酒店舉行婚禮, 因新冠疫情而只有20位親友出席。
此外, 朱慧敏也是認可的臨床心理催眠治療師, 曾花一年半的時間往美國攻讀臨床催眠治療的課程，並成功考獲專業牌照而回港執業。

### 演藝事業
2009年4月30日，她成為雪纖瘦集團的代言人。
2012年，她成為卓越化妝品公司代言人。同年在處境劇《愛·回家》中出演女主角尹德如，演技進步，頗受觀眾好評。

## 獎項
- 2004年度香港小姐競選 「亞軍」、「旅遊大使獎」得主
- 2005年度國際小姐競選 友誼小姐

## 演出作品

### 電視劇（無綫電視）
| 首播   | 劇名                    | 角色                | 提名／獲獎/性质                                                 |
| 2006年 | 刑事情報科              | 于 嵐（Rachel）     | 閒角                                                            |
| 2006年 | 賭場風雲                | 黑木寧              | 闲角                                                            |
| 2007年 | 寫意人生                | Janice              | 闲角                                                            |
| 2007年 | 爸爸閉翳                | Joyce               | 闲角                                                            |
| 2008年 | 律政新人王II            | 簡明慧（Noel）      | 第四女主角                                                      |
| 2008年 | 古靈精探                | 卓 琪（Jacqueline） | 女配角                                                          |
| 2008年 | 金石良緣                | 姜瑪琪（Maggie）    | 女配角                                                          |
| 2008年 | 同事三分親              | 陈嘉嘉（Ella Chan） | 女配角                                                          |
| 2008年 | 甜言蜜語                | 趙汶琪（Kiki）      | 女配角                                                          |
| 2008年 | 珠光寶氣                | 文 慧（Mandy）      | 女配角 首次入圍2009年萬千星輝頒獎典禮飛躍進步女藝員（最後五強） |
| 2008年 | 畢打自己人（2008-2010） | 高慧玲（高Ling）    | 女配角 首次入圍2009年萬千星輝頒獎典禮飛躍進步女藝員（最後五強） |
| 2009年 | 桌球天王                | 顧黛碧（Debbie）    | 客串                                                            |
| 2009年 | ID精英                  | 程佩嘉（Connie）    | 女配角                                                          |
| 2009年 | 絕代商驕                | 安芯葆（Bowie）     | 女配角 首次入圍2009年萬千星輝頒獎典禮飛躍進步女藝員（最後五強） |
| 2009年 | 老友狗狗                | 阮思思（Cindy）     | 女配角                                                          |
| 2010年 | 飛女正傳                | 郭曉琳（Cathy）     | 女配角 首次入围提名2010年萬千星輝頒獎典禮最佳女配角             |
| 2010年 | 蒲松齡                  | 梁碧玉（大少奶）    | 第四女主角                                                      |
| 2010年 | 天天天晴                | 陳寶珊（Sandy）     | 女配角                                                          |
| 2010年 | 囧探查過界              | 李嘉敏（Mandy）     | 第三女主角                                                      |
| 2011年 | 誰家灶頭無煙火          | 湯美菁（菁菁）      | 再度担任第四女主角                                              |
| 2011年 | 點解阿Sir係阿Sir        | 古嘉倩（Ceci）      | 第三女主角 再度提名2011年萬千星輝頒獎典禮最佳女配角             |
| 2011年 | 天與地                  | 林佩玲（Jessica）   | 女配角                                                          |
| 2012年 | 4 In Love               | 羅詠芝（Emily）     | 女配角                                                          |
| 2012年 | 盛世仁傑                | 楚 妃（楚妃娘娘）   | 女配角                                                          |
| 2012年 | 愛·回家（2012-2015）    | 尹德如（Alex）      | 女主角之一                                                      |
| 2012年 | 護花危情                | 陳凱翹（Kelly）     | 女配角                                                          |
| 2013年 | 女警愛作戰              | 米家寶（家寶）      | 女配角                                                          |

### 電視劇（香港電台）
- 2016年：女人多自在5 飾 陳婉珊[6]
- 2018年：我的家庭醫生3 飾 吳醫生

### 電視劇（中國大陸）
- 2017年：暖男记 飾 田菲

### 電視劇（ViuTV）
- 2020年：地產仔 飾 霞姨

## 節目主持
- 2008年：創富坊（無綫電視）
- 2018年：今晚見（亞洲電視）
- 2021年：中西合醫（香港開電視）

## 舞台劇
- 2016年－2017年：我和春天有個約會 飾 婉碧
- 2018年：金星撞火星 飾 Queenie

## 外部連結
- 朱慧敏Queenie的新浪微博
- 朱慧敏Queenie後援會的新浪微博
- 朱慧敏的Facebook專頁
- 朱慧敏的Instagram帳戶
- 朱慧敏在香港影庫上的簡介

| 前任： 楊洛婷 | 香港小姐競選亞軍 2004年 | 繼任： 陸詩韻 |